# Acauro
Acauro là một chi bướm đêm thuộc họ Geometridae.